# Aruncus
Aruncus é um género botânico pertencente à família Rosaceae.